# Yolande de Brossard
Pour les articles homonymes, voir Brossard.
Yolande de Brossard est une pianiste, pédagogue et musicologue française née le 1er janvier 1918 à Marseille et morte le 14 décembre 2007 à Paris 13e,.

## Biographie
Figure de la musicologie française, pianiste et pédagogue, Yolande de Brossard a été l'élève de Norbert Dufourcq au Conservatoire de Paris et a obtenu un prix d'histoire de la musique en 1954, ainsi qu'un prix de musicologie en 1956, pour son mémoire La vie musicale en France, d'après Loret et ses successeurs (1650-1688),. 
Elle a effectué de longs travaux de recensement concernant la vie musicale en France aux XVIIe et XVIIIe siècles et a retrouvé une large documentation pour la biographie de nombreux musiciens et familles de musiciens, accompagnée de nombreuses notes biographiques. Dans les années quatre-vingt, elle a écrit plusieurs contributions à la revue L'Orgue.

## Publications
- États de la France (1644-1789), la musique, les institutions et les hommes, édité par Yolande de Brossard et Erik Kocevar, Paris, Picard, 2003.
- Sébastien de Brossard[5] : prêtre, compositeur, écrivain et bibliophile (1655-1730), d'après ses papiers inédits, par Michel Brenet, avant-propos de Yolande de Brossard, Genève, Minkoff, 1998.
- La collection Sébastien de Brossard (1655-1730), catalogue édité et présenté par Yolande de Brossard, 1994.
- « Quelques commentaires de Brossard concernant Lully et Charpentier », Dix-septième siècle, 1988.
- François Moureau, « Sébastien de Brossard, théoricien et compositeur, encyclopédiste et maître de chapelle (1655-1730) », Dix-Huitième Siècle,‎ 1989 (lire en ligne).
- « L'orgue vu par un ecclésiastique au début du XVIIIe siècle », L'Orgue, 1983.
- La Musique à travers ses formes, avec Aimé Agnel et Nanie Bridgman, Paris, Larousse, 1978.
- Répertoire des livres de musique théorique contenus dans le catalogue de Sébastien de Brossard, sous la direction de Jacques Chailley, 1972.
- La Vie musicale en France, 1970.
- Mélanges François Couperin, 1968.
- Musiciens de Paris (1535-1792), actes d'état civil, d'après le fichier Laborde de la Bibliothèque nationale, publiés par Yolande de Brossard, préface de Norbert Dufourcq, Paris, Picard, 1965.
- Musique et bourgeoisie au dix-septième siècle, 1960.